# Équipe d'Algérie des moins de 17 ans de football
Maillots
L'Équipe d'Algérie de football U17 représente l'Algérie dans les compétitions de football des moins de 17 ans.

## Palmarès
- Coupe du monde de la FIFA U-17
  - 1er Tour : 2009.

- CAN U-17
  -  Finaliste : 2009.

- Championnat d'Afrique du Nord U-17 (4)
  -     Vainqueur : 2006, 2008, 2012 et 2021.
  -     Finaliste : 2008, 2009, 2011 et 2018.
- Championnat arabe U-17 (1)
  -  Vainqueur : 2022

## Participations aux tournois

### Parcours en Coupe d'Afrique des nations des moins de 17 ans
- 1995 :  Non qualifiée
- 1997 :  Non qualifiée
- 1999 :  Non qualifiée
- 2001 :  Non qualifiée
- 2003 :  Non qualifiée
- 2005 :  Non qualifiée
- 2007 :  Non qualifiée
- 2009 :  Finaliste
- 2011 :  Non qualifiée
- 2013 :  Non qualifiée
- 2015 :  Non qualifiée
- 2017 :  Non qualifiée
- 2019 :  Non qualifiée
- 2021 :  Annulée
- 2023 :  Quart de finale

### Parcours en Coupe du monde des moins de 17 ans
- 1985 :  Non qualifiée
- 1987 :  Non qualifiée
- 1989 :  Non qualifiée
- 1991 :  Non qualifiée
- 1993 :  Non qualifiée
- 1995 :  Non qualifiée
- 1997 :  Non qualifiée
- 1999 :  Non qualifiée
- 2001 :  Non qualifiée
- 2003 :  Non qualifiée
- 2005 :  Non qualifiée
- 2007 :  Non qualifiée
- 2009 : 1er tour
- 2011 :  Non qualifiée
- 2013 :  Non qualifiée
- 2015 :  Non qualifiée
- 2017 :  Non qualifiée
- 2019 :  Non qualifiée
- 2023 :  Non qualifiée